# Fredrik Lamm
Fredrik Hjalmar Lamm, född 14 juli 1872 i Göteborg, död 7 januari 1948 i Lerum, Älvsborgs län, var en svensk elektroingenjör, professor och konsult. 
Lamm var son till grosshandlaren Albert Lamm och dennes hustru Hilda Heyman. Han genomgick Göteborgs högre realläroverk samt Chalmers tekniska läroanstalts högre avdelning 1888–91. Efter fortsatta studier vid Eidgenössisches Polytechnikum i Zürich 1891–93, praktiserade han i USA 1893, anställdes vid Elektromekaniska AB Norden i Stockholm 1893, vid Elektriska prövningsanstalten 1895 samt vid Boye & Thoresens Elektriska AB i Göteborg 1896–97. Ett rum på institutionen för Elektroteknik, E2, på Chalmers är uppkallat efter honom.
Lamm blev lärare i elektroteknik vid Chalmers tekniska läroanstalt 1896, lektor 1900 och var professor 1911–37. Han var föreståndare för elektriska avdelningen av dess materialprovningsanstalt, innehavare av en elektroteknisk konsultationsbyrå från 1897, Svenska brandtarifföreningens inspektör för elektriska anläggningar 1898, ledamot av styrelserna för Göteborgs spårvägar 1900–28 och för Göteborgs stads gas- och elektricitetsverk 1904–34. Han blev ordförande i Chalmersska Ingenjörsföreningen 1911.
Fredrik Lamm är begravd på Östra kyrkogården i Göteborg.